# East Randolph
East Randolph es un lugar designado por el censo ubicado en el condado de Cattaraugus en el estado estadounidense de Nueva York. En el año 2000 tenía una población de 630 habitantes y una densidad poblacional de 223 personas por km².

## Geografía
East Randolph se encuentra ubicado en las coordenadas 42°10′18″N 78°56′55″O / 42.17167, -78.94861.

## Demografía
Según la Oficina del Censo en 2000 los ingresos medios por hogar en la localidad eran de $42,292, y los ingresos medios por familia eran $45,703. Los hombres tenían unos ingresos medios de $32,321 frente a los $17,625 para las mujeres. La renta per cápita para la localidad era de $13,571. Alrededor del 10.8% de la población estaban por debajo del umbral de pobreza.